# Conilorpheus scutifrons
Conilorpheus scutifrons är en kräftdjursart som beskrevs av Stebbing 1908. Conilorpheus scutifrons ingår i släktet Conilorpheus och familjen Cirolanidae.
Artens utbredningsområde är Moçambique. Inga underarter finns listade i Catalogue of Life.